# Le Professeur (série télévisée)
Pour les articles homonymes, voir Le Professeur.
Le Professeur (Big Man) est une série télévisée policière italienne en six épisodes de 90 minutes diffusée du 25 novembre au 30 décembre 1988 sur Canale 5.
En Belgique, la série a été diffusée sous le titre On l'appelle Professeur à partir du 17 juin 1989 sur RTL TVI, et en France, du 10 septembre au 23 novembre 1990 sur La Cinq.

## Distribution
- Bud Spencer (VF : Henry Djanik) : Jack Clementi
- Mylène Demongeot : madame Fernande
- Denis Karvil : Simon Lecoq
- Raymond Pellegrin : Commissaire Tony Caruso
- Geoffrey Copleston (it) : Winterbottom
- Ole Jorgensen : Mr Whitecat
- Pino Ammendola : Chewing Gum

## Épisodes
1. Le professeur est stupéfiant (Polizza droga) diffusé le 17 septembre 1990[2] sur La Cinq
2. Le professeur a une mémoire d'éléphant (La fanciulla che ride) diffusé le 24 septembre 1990[3]
3. La Diva et le Professeur (Diva) diffusé le 23 novembre 1990[4]
4. Le professeur s'en va-t-en guerre (Boomerang) diffusé le 1er octobre 1990[5]
5. Tout l'or du Professeur (395 dollari l'oncia) diffusé le 10 septembre 1990[6]
6. Le professeur entre au couvent (Polizza inferno) diffusé le 18 septembre 1989[7]. Rediffusion le 3 novembre 1990[8] sur La Cinq.